# Fleet Street
Fleet Street és un carrer a Londres, Anglaterra. El nom prové del riu Fleet. Era la seu de la premsa britànica fins als anys 1980. Tot i que l'última agència de notícies britànica, Reuters, marxava el 2005, el nom del carrer es continua utilitzant com a metònim per a la premsa nacional britànica.
Sobre la riba esquerra, paral·lel al Tàmesi, en el prolongament de The Strand, és històricament l'eix que porta de la Ciutat de Londres a la Ciutat de Westminster.